# Wilhelm Cuno
Dr. Wilhelm Cuno (Suhl, 2. srpnja 1876. – Hamburg, 3. siječnja 1933.), njemački političar koji je bio i njemački kancelar od 1922. do 1923.
Cunova vlada posebno se isticala po otporu koju je pružala Francuzima koji su htjeli okupirati njemačku pokrajinu Ruhr (1922. – 1923.). Cunova vlada bila je isto odgovorna za loše ophođenje prema velikim novčanim problemima. Naime umjesto da pokušaju otplatiti ratne dugove, Cunova vlada počela je tiskati ogromne svote novca, što je dovelo do hiperinflacije koje je kulminirala 1923.
Wilhem Cuno je pohađao pravnu školu u Berlinu i Heidelbergu. Zaposlio se u carskoj državnoj blagajni 1907. Tijekom Prvog svjetskog rata Cuno se uključio u postrojbu za zalihe hrane njemačkim vojnicima, no 1917. je odustao od civilne službe kako bi se pridružio brodskoj tvrtci Hapag. U prosincu 1918. Cuno je bio promaknut u Hapagovog vrhovnog direktora. Kao ekonomski stručnjak Cuno je sudjelovao u poslijeratim pregovorima u vezi ratne naknade i mirovnih ugovora. Zbog njegovog važnog položaja u njemačkoj politici njegova tvrtka Hapag postala je jedna od najjačih njemačkih brodskih tvrtki, koja je prenosila namirnice i potrepštine između SAD-a i Njemačke. 
Informalno reprezentirajući interese Reichove vlade van države, Cuno je odbio nekoliko ponuda da preuzme poziciju ministra vanjskih poslova, no prihvatio je formirati kabinet nakon ostavke Josepha Wirtha. Cuno je bio izabran za njemačkog kancelara 22. studenog 1922. predsjedničkim dekretom i stvorio većinom nestranačku vladu ekonomista i članova Njemačke narodne stranke, Njemačke demokratske stranke, Njemačke stranke centra i Bavarske nacionalne stranke.
Nakon pada njegove vlade, povukao se iz politike i nastavio s rukovođenjem Hapaga. 
Bio je član K.D.St.V Arminia Heidelber, katoličkog društva koje je član Cartellverbanda.